# Dark Horse Records
Dark Horse Records — британський лейбл звукозапису, створений 1974 року.

## Історія
Лейбл звукозапису Dark Horse Records заснував колишній учасник The Beatles Джордж Гаррісон. Починаючи з 1962 року записи The Beatles виходили на лейблі EMI/Parlophone, а 1967 року контракт було подовжено, так що компанії належали права на сольні записи учасників гурту. Саме Гаррісон став першим з колишніх «бітлів», хто вирішив створити власний лейбл (хоча гурт в цілому вже мав досвід створення власного лейблу звукозапису Apple Records, що виявився не дуже вдалим). 1974 року — за два роки до того, як спливав контракт Гаррісона з EMI, — він створив власний лейбл Dark Horse Records. Його назва співпадала з останнім сольним альбомом музиканта Dark Horse, що вийшов того ж року, а на логотипі було зображено семиголового коня.
За перші два роки існування Dark Horse Records на лейблі вийшли вісім альбомів виконавців, так чи інакше пов'язаних з Гаррісоном, серед яких індійський композитор Раві Шанкар, гурт друга Гаррісона Джима Келтнера Attitudes, а також продюсований Гаррісоном дует Splinter. Для розповсюдження записів використовувалася компанія A&M Records. Найбільшим та єдиним справжнім хітом, що вийшов на Dark Horse Records, стала пісня Splinters «Costafine Town».
Альбоми та пісні інших виконавців виходили на Dark Horse Records з 1974 по 1977 роки, проте основною метою Гаррісона було видавати власні платівки. З 1976 по 1992 роки на Dark Horse Records було записано шість сольних альбомів музиканта. Логотип із семиголовим конем містився і на його платівці Brainwashed, що вийшла на EMI/Parlophone за рік після смерті Гаррісона.
2020 року син музиканта Дхані Гаррісон відновив роботу Dark Horse Records. Протягом 2020-х років на лейбли виходили записи Кета Стівенса, Біллі Айдола, Джо Страммера, Леона Рассела. 2023 року було оголошено про перевидання на Dark Horse Records всіх сольних альбомів Джорджа Гаррісона.